# Conduite d'eau en bois

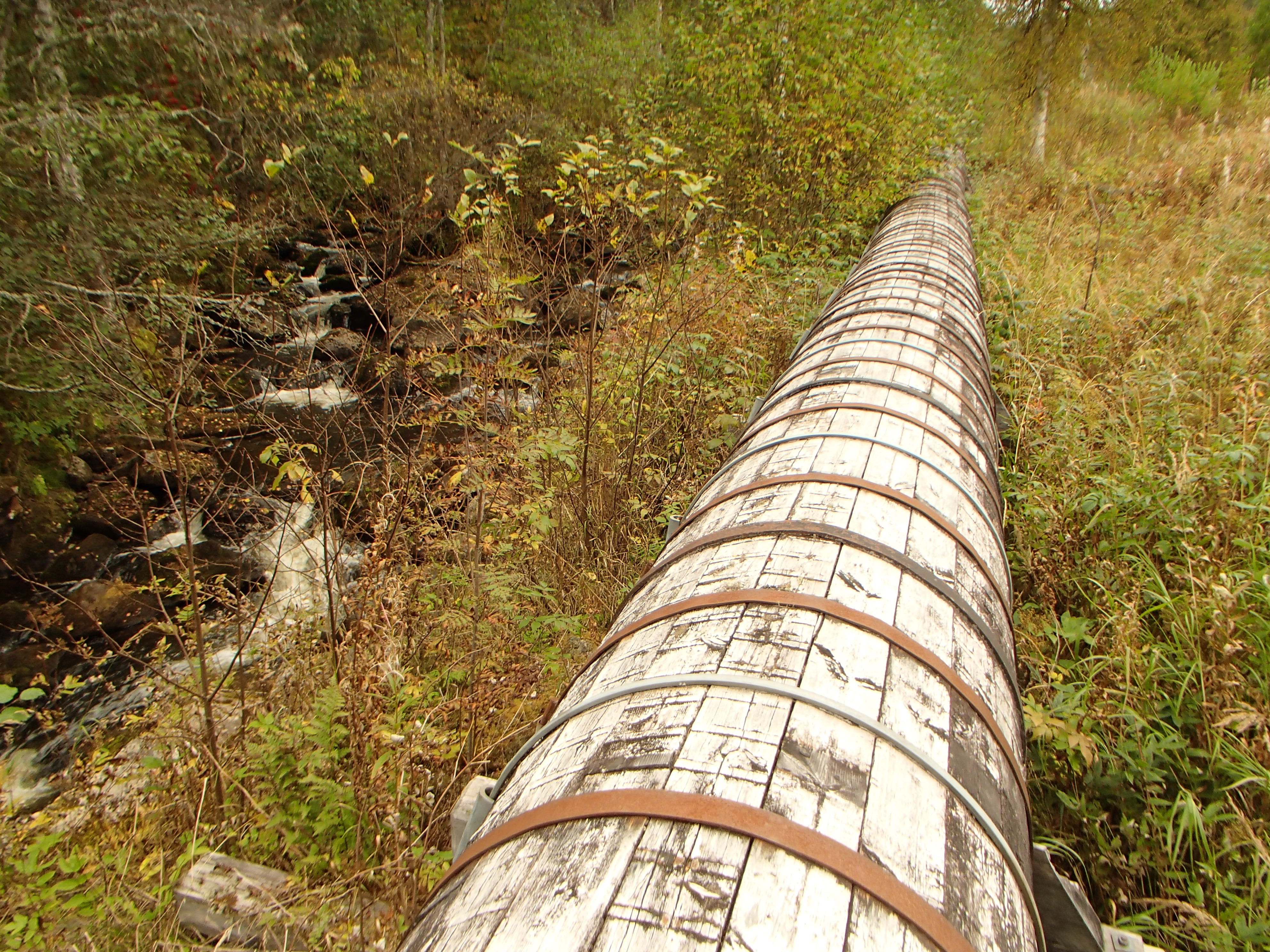
Scierie d'Åsens.

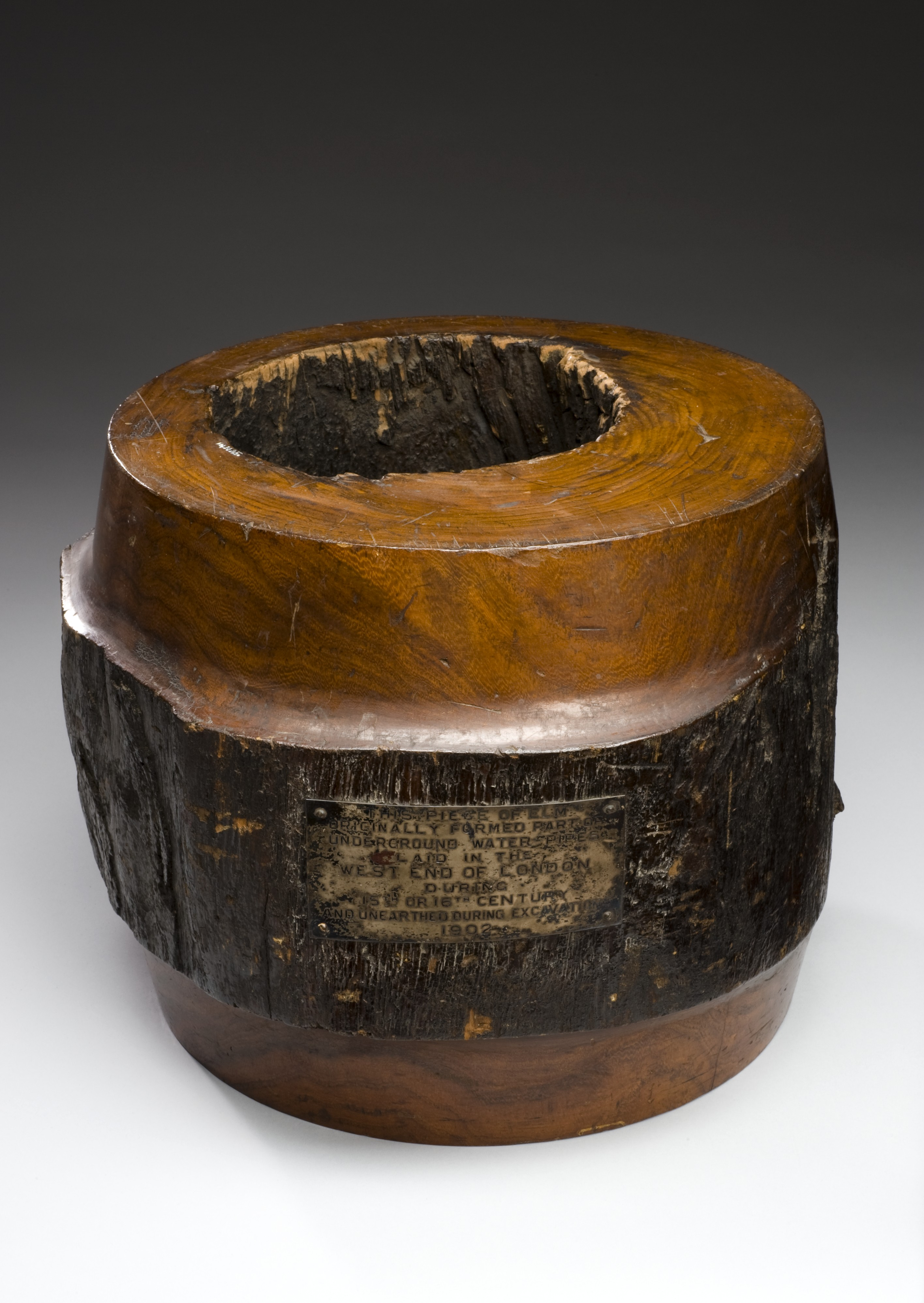
Partie d'une conduite d'eau d'orme, Angleterre, 1401-1600. Cette conduite d'eau a été découverte lors d'une fouille archéologique dans l'ouest de Londres en 1902. La conduite faisait à l'origine partie d'un réseau souterrain alimentant en eau des parties de la ville. Fabriqué à partir d'orme et mesurant 370 mm de diamètre et pesant plus de 8 kg, ce type de bois était un choix populaire pour les conduites d'eau car, contrairement à d'autres bois, il ne pourrit pas lorsqu'il est maintenu humide. Les tuyaux en orme ont été utilisées en Angleterre jusqu'aux années 1700.

Le bois constamment immergé dans l'eau se conserve sans pourrissement, ce qui en a fait un matériau de choix dans les conduites d'eau en bois mais aussi les saumoducs en bois. Des conduites d'eau en bois ont été établies de temps immémoriaux. Des fûts de bois ont été percés dans leur longueur. Puis, comme pour la fabrication des tonneaux, de véritables pipelines ont été créés par cerclage de douelles.

## Tuyaux historiques
Le tube ou tuyau se trouve à l'état naturel : les tiges des végétaux souples – quoique n'étant pas de bois à proprement parler – dans certains cas rigides comme pour le bambou; Les bois,  instruments de musique à vent en bois expérimentent les premiers probablement le percement en longueur des bois. Sur le site archéologique des Fontaines Salées, des tuyaux en bois datant du Néolithique, servent de cuvelages au puits d'exploitation servant à obtenir le sel par évaporation. La datation au carbone 14 et par la dendrochronologie des fûts qui sont encore visibles de nos jours, a permis de montrer que le site a été occupé depuis 2238 av. J.-C..
Le bambou est en Chine depuis toujours, de tous les usages; le bambou est divisé de distance en distance par des nœuds dont le tissu intérieur est beaucoup moins dur que la tige. Ces nœuds peuvent être percés facilement; les Chinois savent les perforer et les travailler intérieurement de façon que la dimension soit partout constamment la même; les gros bambous servent à faire des conduits à travers lesquels l'eau ne s'infiltre pas; ils durent ainsi plusieurs années sans avoir besoin d'être remplacés. Afin de rendre le bambou plus solide et lui ôter sa porosité, on l'enduit d'huile extérieurement et intérieurement et on le fait ensuite noircir au feu. Ainsi préparé, il est à l'abri des piqûres d'insectes et peut même être mis en terre sans crainte de le voir pourrir. Aussi les conduites d'eau sont elles exclusivement faites en bambou.
Les matériaux utilisés pour la fabrication des canons (de l’italien cannone, augmentatif de canna : « tige », « roseau », « jonc » ou « tuyau ») ou « bouches à feu » doivent eux, répondre à des critères élevés de dureté, de ténacité et d'élasticité ; les canons de bois, souvent renforcés de cerclage de paille, de corde ou de métal expérimentent le cerclage en fer que l'on retrouve aussi dans les tonneaux et au XXe siècle, les canalisations. 

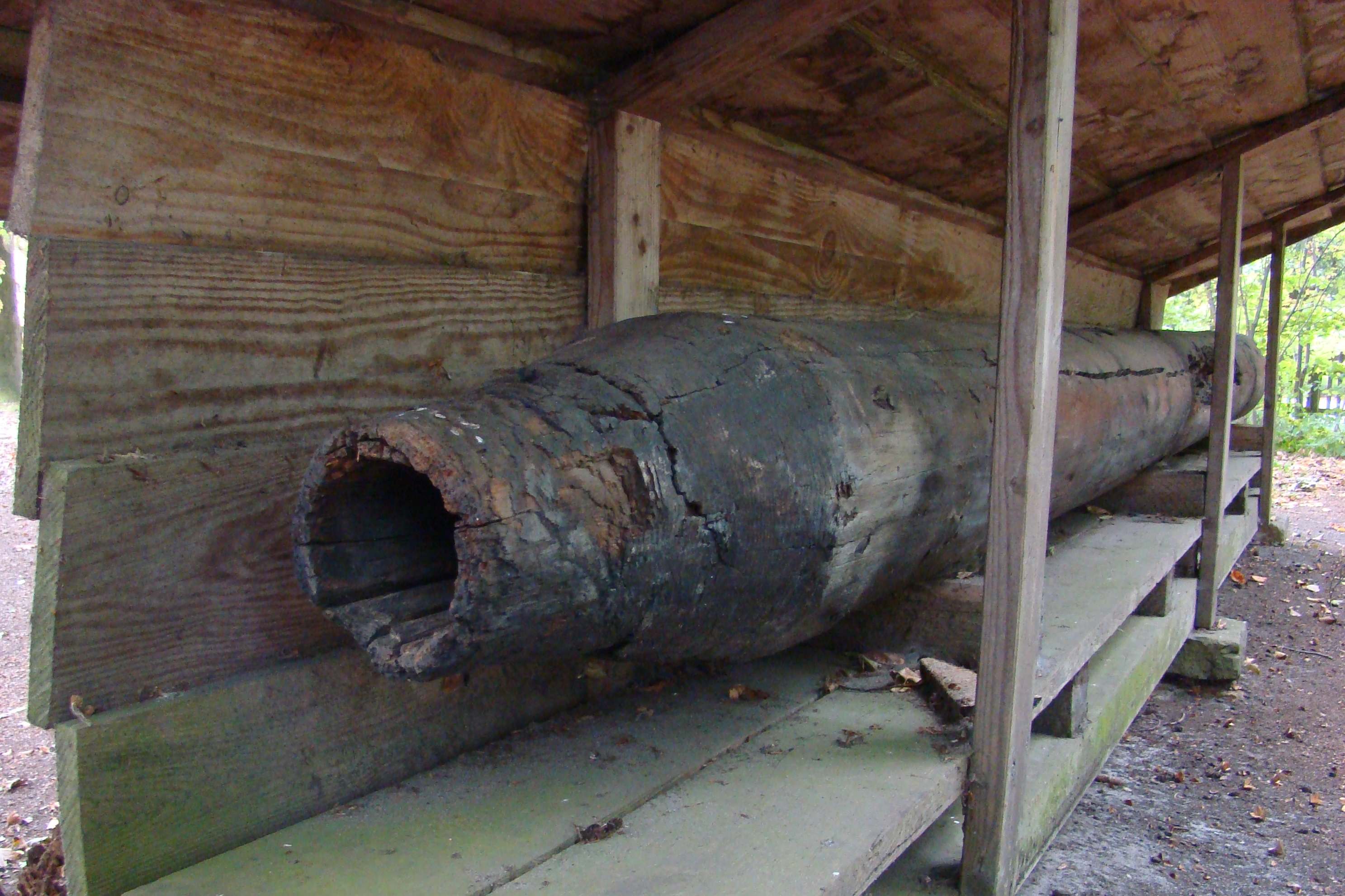
Pipeline de saumure pour transporter la saumure de la Basse-Saxe saline brawn à Altensalzkoth, probablement de 1763/64
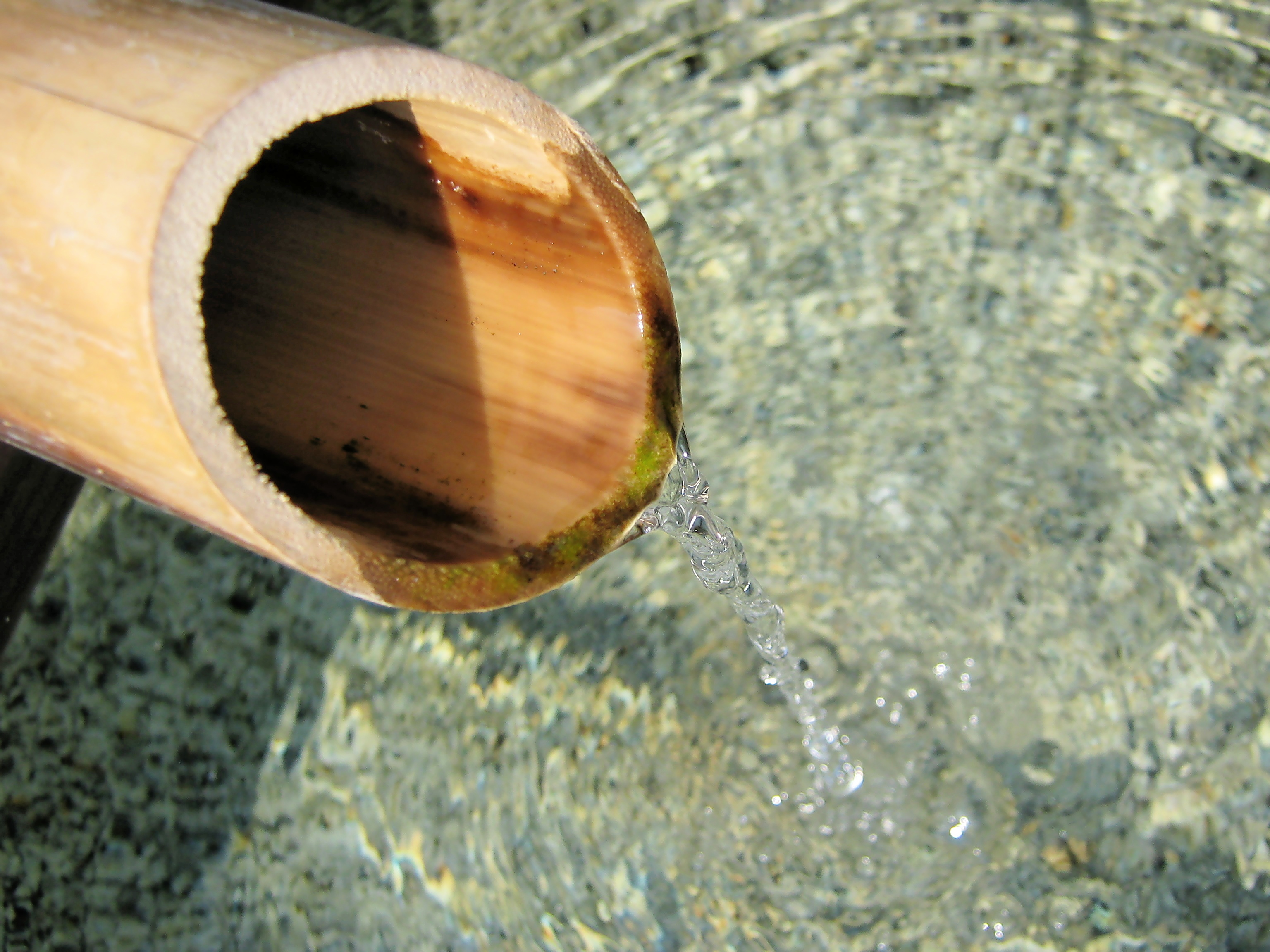
Fontaine en bambou - Temple Kiyomizu, Kyoto, Japon
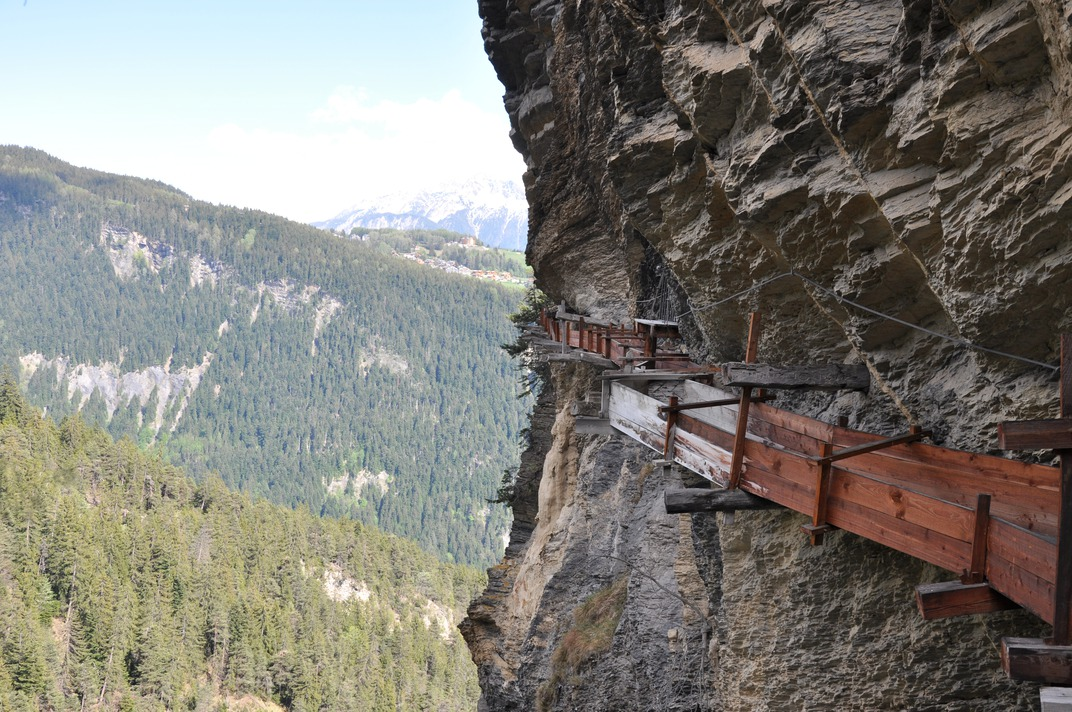
Conduit, dit boutset, de la Bisse d'Ayent (1442)

## Tuyau en bois percé
Toutes les anciennes compagnies d'eau londoniennes apparues entre le XVIe siècle et le XVIIIe siècle utilisaient des tuyaux en orme perforés pour la distribution de l’eau. Johann III von Blankenfeld (1507-1579) serait l'auteur de la construction de la première conduite d’eau de Berlin qui fit sa réputation; appelé « château d’eau » par les contemporains, ce haut réservoir, transportait l'eau à travers des conduites en bois, jusque dans les maisons. Fin XVIIIe siècle, en termes de fontainerie à Paris, un tuyau est une conduite en fer fondu, en cuivre, en plomb, en terre cuite ou en bois. Les tuyaux en bois sont d'aulne ou d'orme aussi de différents diamètres, que l'on perce avec des tarières - on les emboîte les uns dans les autres comme ceux de terre. Certains bois chargés de résine comme le Pin noir d'Autriche, réputés inaltérables étaient aussi employés.

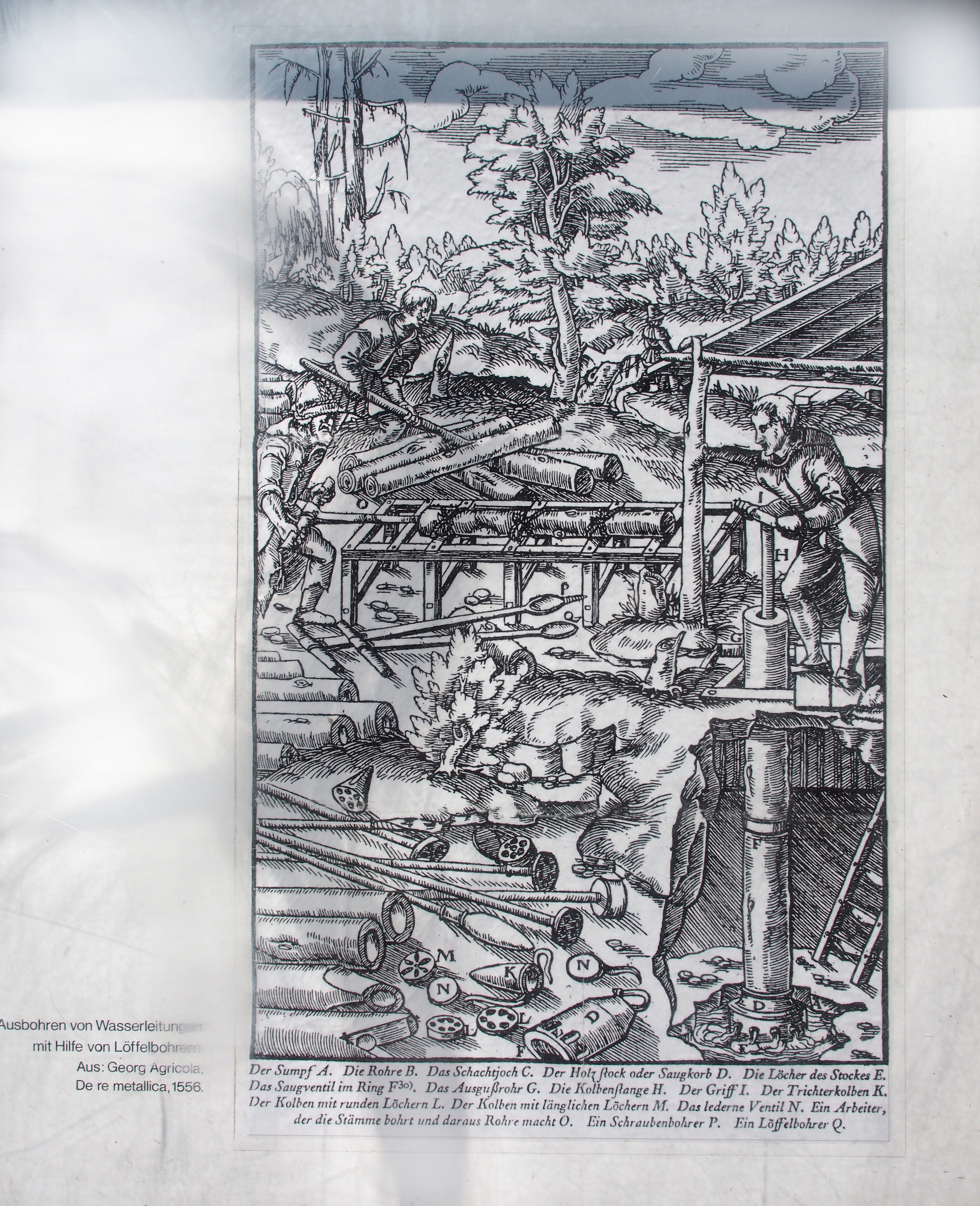
Fabrication d'un tuyau en bois. Georgius Agricola, De re metallica. 1556
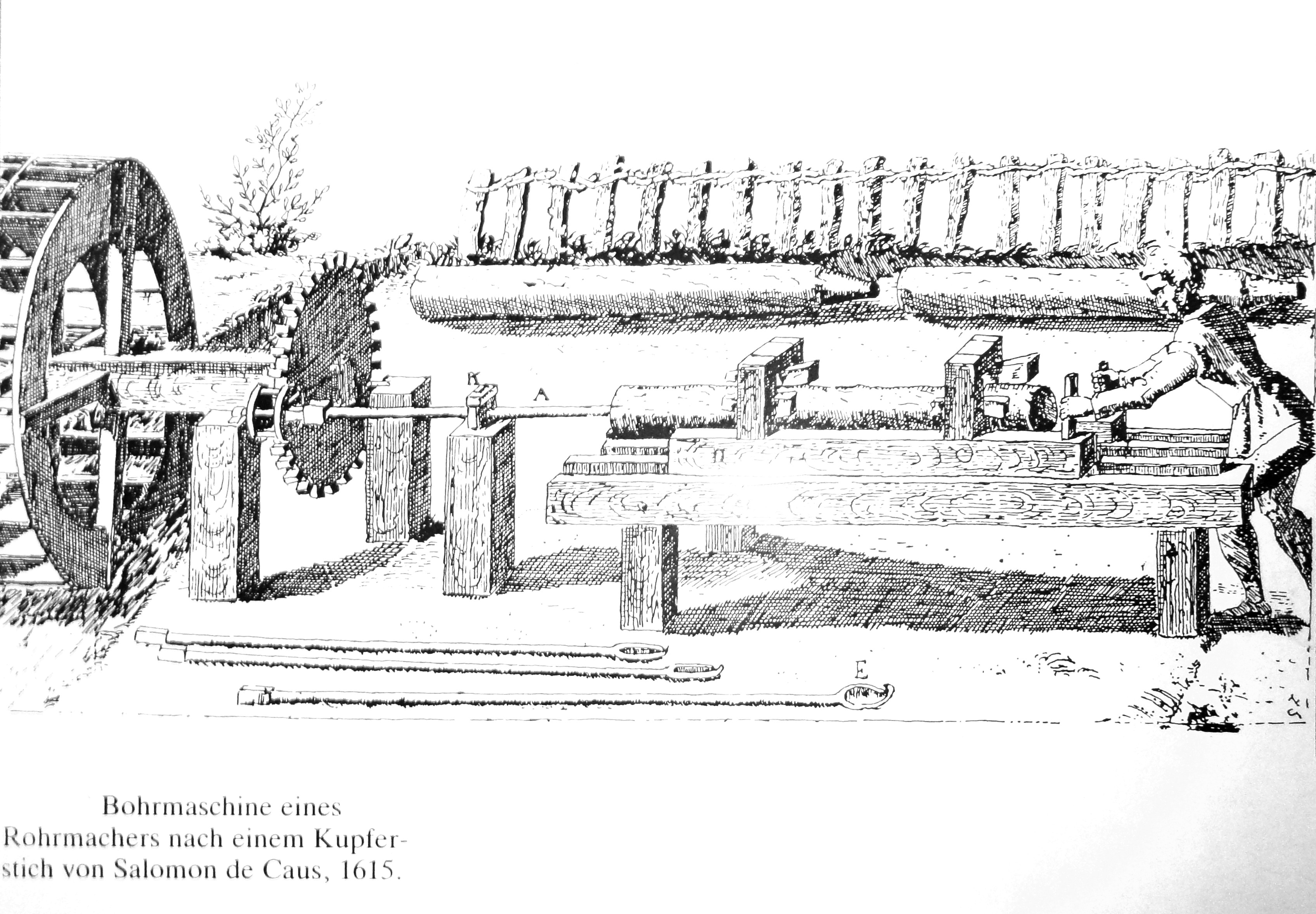
Machine à percer d'un tuyauteur. Gravure sur cuivre de Salomon de Caus. 1615

Au début du XIXe siècle les tuyaux en bois disparaissent peu à peu ; très bon marché, ils ont l'inconvénient de pourrir vite, « de gonfler avec l'humidité, de provoquer de fortes pertes de charge et de crever sous les fortes pressions données par la machine à vapeur ». Encore utilisés dans les pays de montagnes les tuyaux de bois sont abandonnés depuis que les nouvelles facilités des transports apportés par la révolution industrielle ont permis d'y conduire les tuyaux de terre cuite et ceux de fonte; mais les tuyaux en poterie sont également abandonnés, trouvés trop fragiles par les ingénieurs, lourds et trop courts (moins d'un mètre de long) et ils sont relégués dès les années 1830 aux travaux ruraux.

Oberfänkischen Bauernhofmuseum Kleinlosnitz. Münchberg (Bavière). Démonstration de taraudage des tuyaux
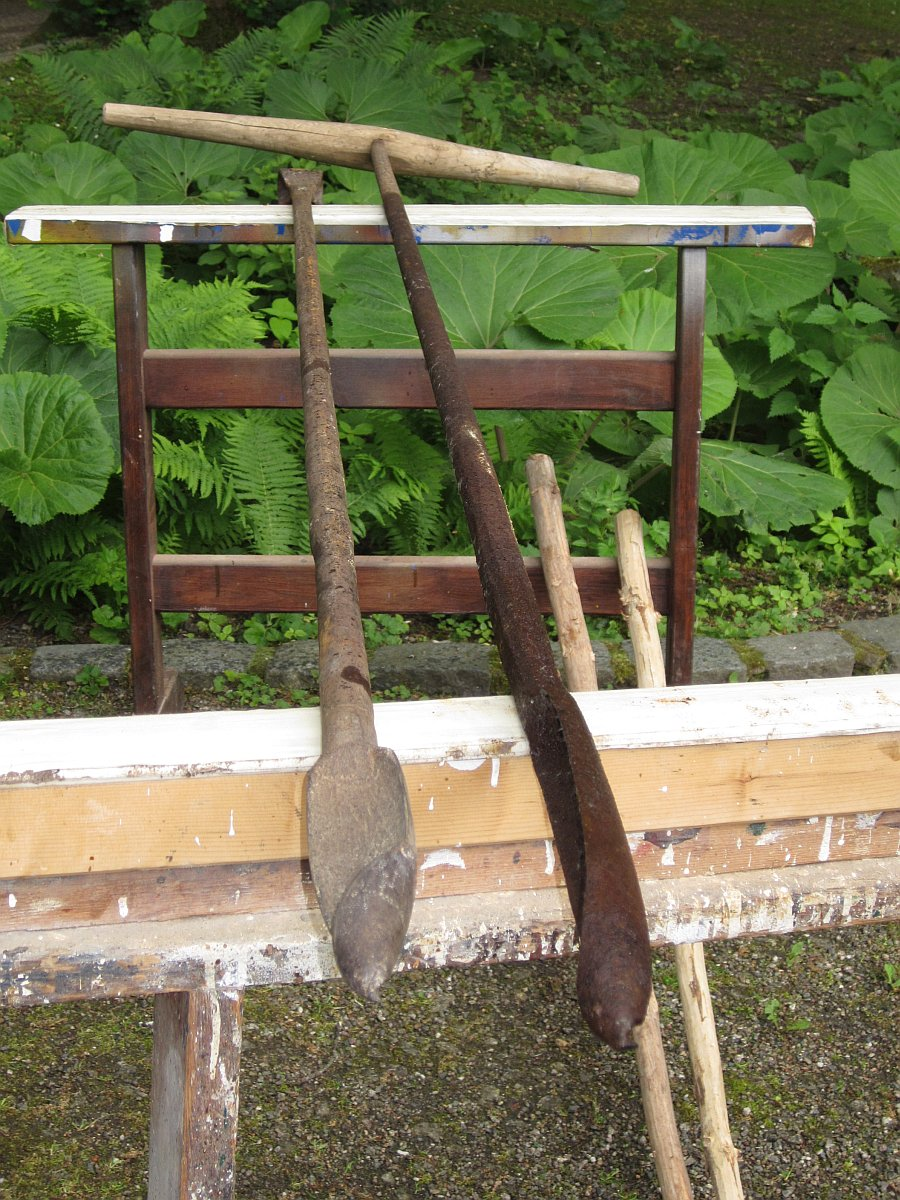
Tarière à main pour la fabrication de tubes en bois
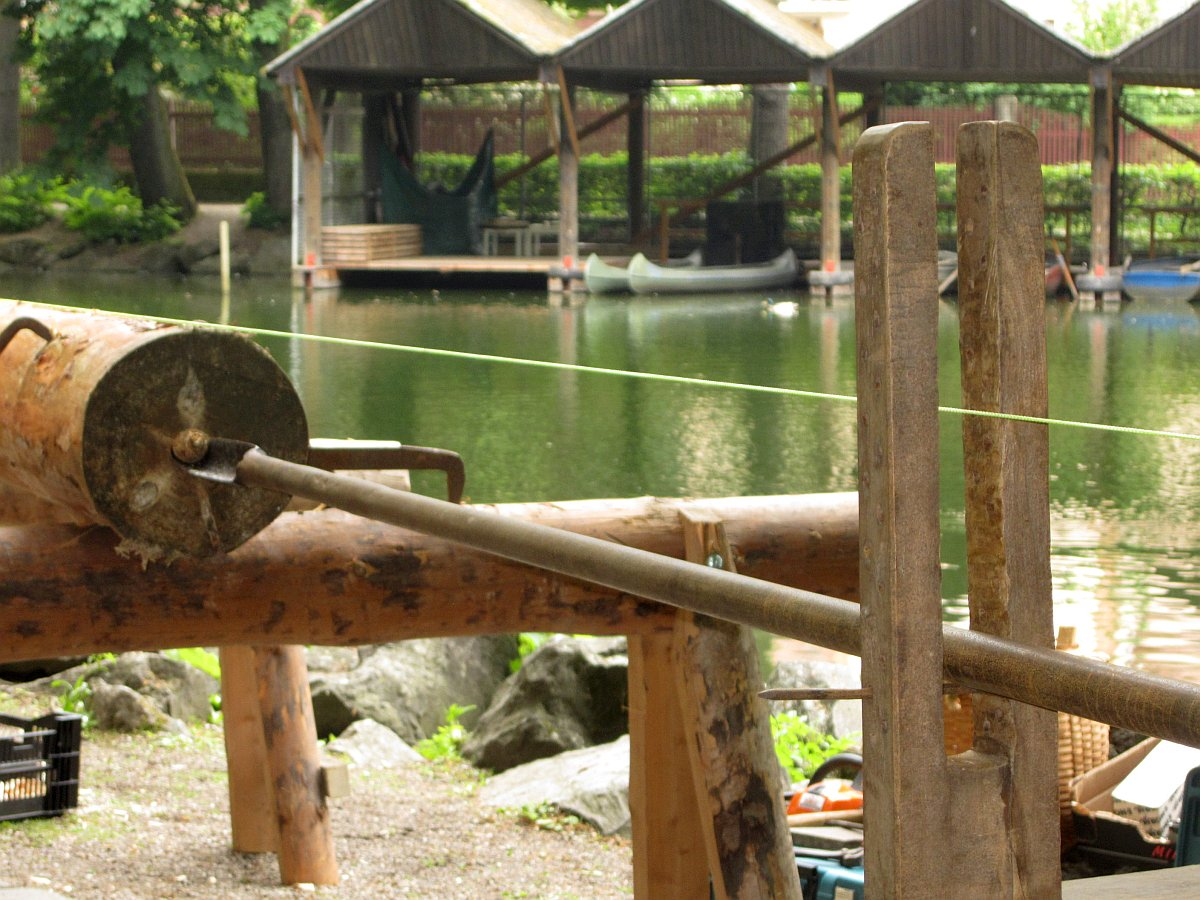
Visée à l'aide d'une ficelle. Direction de perçage via un bloc réglable en hauteur
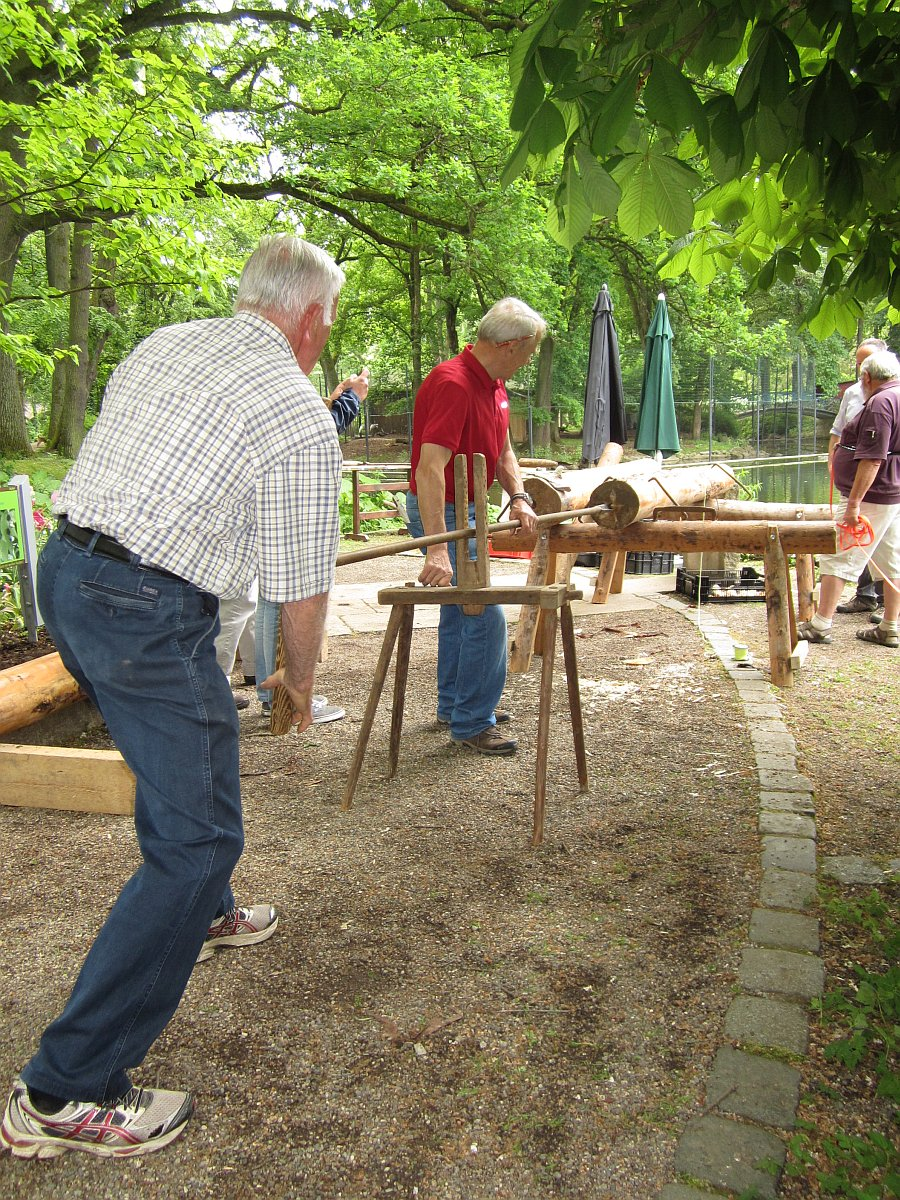
Forage
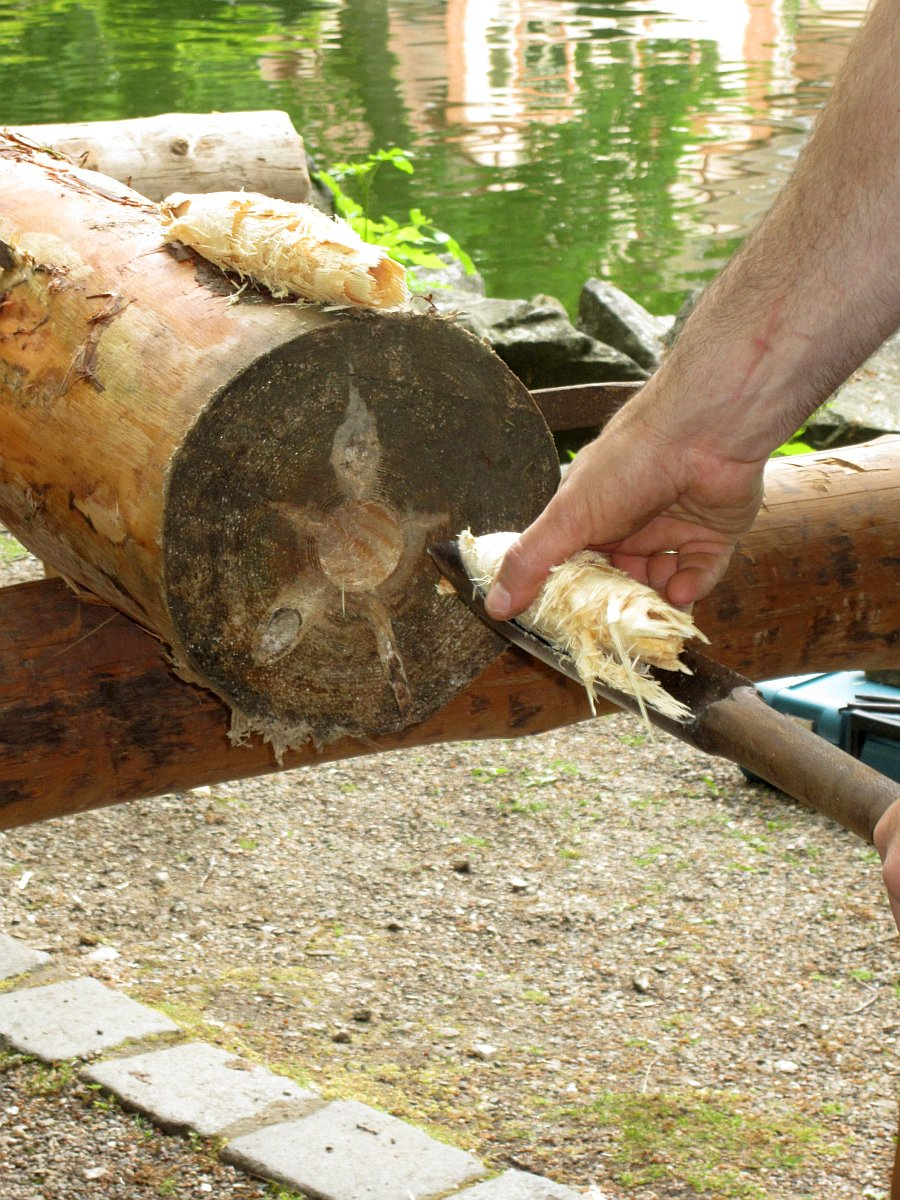
Enlèvement des copeaux percés après quelques tours
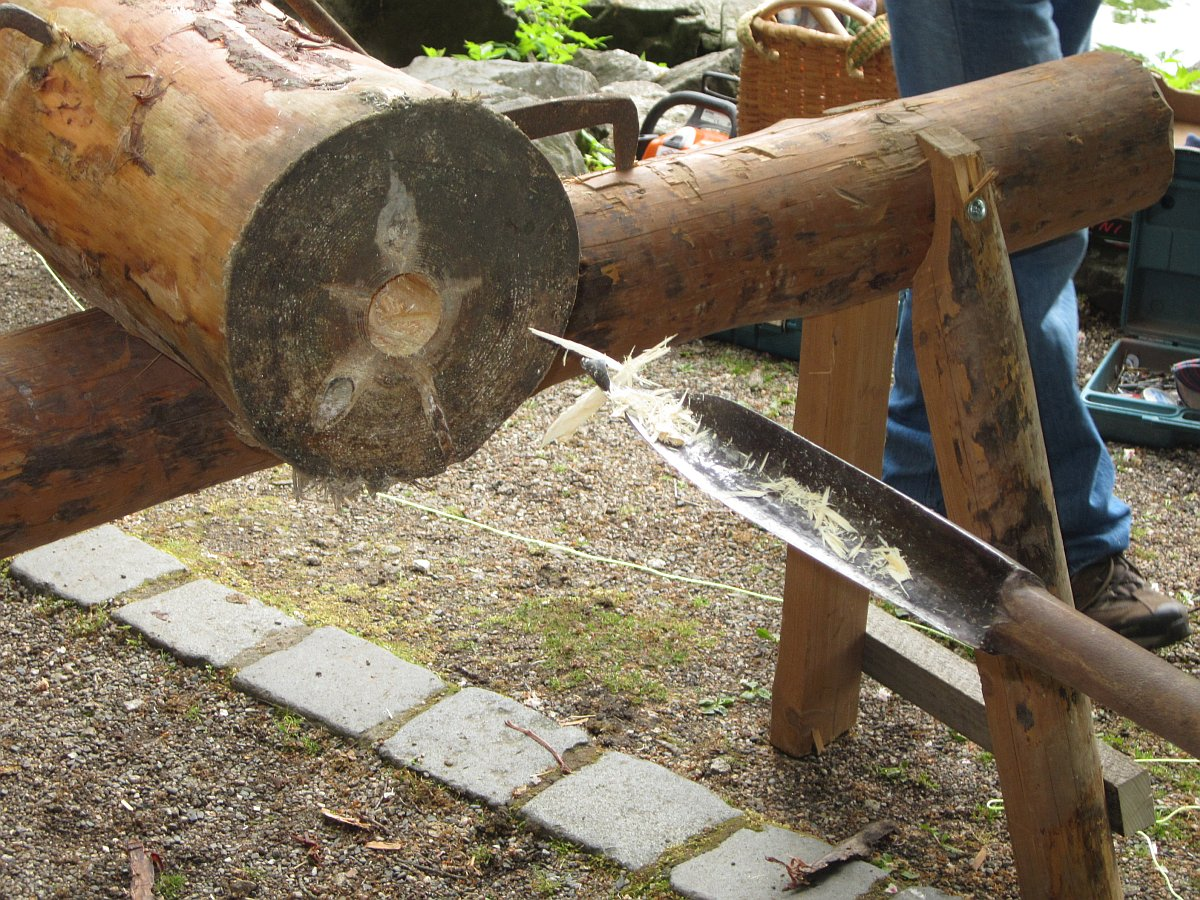
Pointe de la tarière tuyau
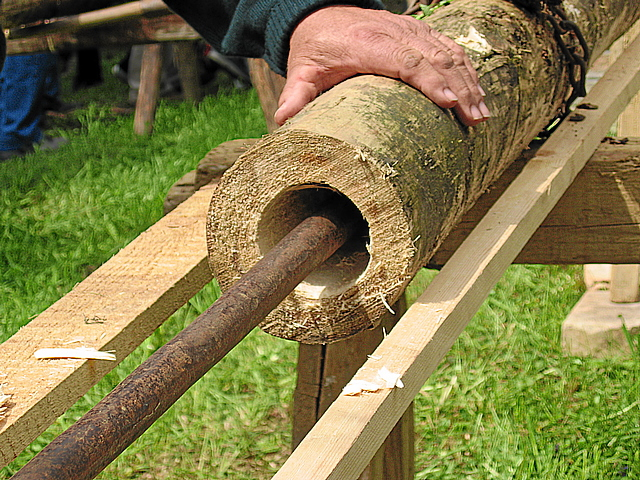
Forage
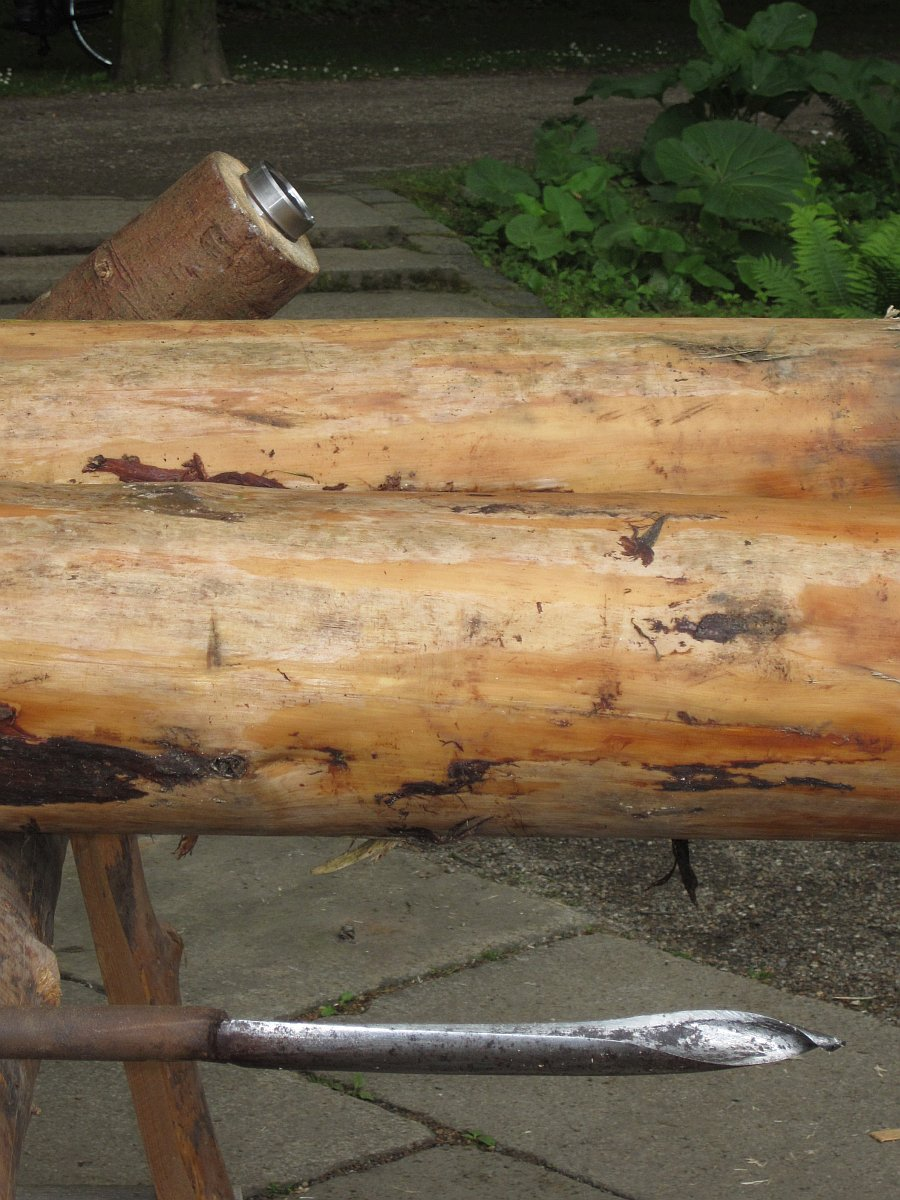
Anneau en métal et tarière

## Pipelines en bois américains
Le plus ancien pipeline en bois connu date de 1816 et consiste en des barils ouverts, raccordés bout à bout, qui acheminent l'eau pour un moulin à farine situé à Troy, dans l'État de New York. Pour cette invention, deux brevets sont accordés le 31 décembre 1816 et le 18 novembre 1818, à un certain Elisha Putnam, pour lesquels il n’existe aucune copie. Bradley H. Hull, ingénieur dans le Connecticut, commence à construire des canalisations en bois vers 1851, pour acheminer de l'eau aux moulins, mais aucun exemple spécifique n'a pu être identifié. Les articles qu'il publie en 1891 fournissent les détails constructifs pour des canalisations constituées de douves en bois appelés barrel flumes (canaux de tonneaux). La première canalisation en bois pour un aqueduc est construite à Rochester (New York), entre 1867 et 1870, amenant l'eau d'un lac distant de 16 milles à travers un pipeline de 61 cm de diamètre (24 pouces). Le tuyau est incapable de retenir l'eau et éclate pendant les essais. L'ingénieur de Philadelphie, John C. Trautwine, dans un rapport de 1868, fournit la meilleure description des détails constructifs du tuyau, qui semble correspondre de près aux détails des pipelines de Hull antérieurs. On ignore qui a conçu ou construit ce pipeline. Un pipeline de bois de 30 cm (12 pouces) de diamètre, et long de 2,5 km, est construit en 1873 pour acheminer de l'eau à Middletown, New York, à partir de Shawangunk Kill. En 1874, John T. Fanning construit un pipeline de bois de 182 cm (72 pouces) à Manchester, New Hampshire, pour lequel il fournit de nombreux détails dans différentes publications. Les pipelines en bois (Wood stake pipelines) sont devenus très populaires après une installation remarquable en 1883 à Denver, au Colorado, et ils ont été largement utilisés jusque dans les années 1920 au moins. Plusieurs sociétés fabriquent des tuyaux en bois à douves (wooden stave pipe), notamment la société Wyckoff d'Elmira, dans l'État de New York. Un brevet a été introduit par Charles P. Allen, US359590 pour des canalisations en bois en 1887 dont la description qui suit semble découler en partie.
Aux alentours de 1928, dans de nombreux vergers de Washington et de l'Oregon et dans une moindre mesure, dans d'autres États occidentaux, les tuyaux en bois sont utilisés pour transporter et pour distribuer de l'eau. Constitués de douves continues ils ont un diamètre compris entre 1 et 12 pieds (0,30 m à 3,65 m). Le tuyau utilisé pour distribuer l'eau dans les vergers sont cerclées à la machine, avec des cercles en acier en spirale et leur diamètre varie de 2 à 12 pouces ou plus. Un tuyau en bois peut être créosoté, ce qui prolonge considérablement sa durée de vie. 
La Redwood Manufacturers Company a produit des canalisations en bois (wooden stave pipe) de 10 à 120 pouces (0,25 m à 3,04 m) de diamètre. Les conduites sont enterrées. Les canalisations sont constituées de douves cerclées avec de cercles en acier. Les douves sont dressées sur leurs côtés plats en courbe, et sur les bords en lignes radiales, un certain nombre de ces douves complète un anneau circulaire complet, formant la coque du tuyau. Les douves sont coupées d'équerre aux extrémités et comportent un trait de scie sur la face, en vue de l'insertion d'une languette métallique. La largeur de la saignée est un peu inférieure à l'épaisseur de la languette, et sa profondeur est légèrement inférieure à la moitié de la largeur de la languette, qui est mise en place par des frappes légères d'un marteau. La languette est coupée un peu plus longue que la largeur de la douve et ses extrémités pénètrent dans les douves adjacentes, assurant ainsi un assemblage en bout droit.
Le pin, l’épicéa et le sapin sont utilisés avec succès dans la fabrication de douves de tuyaux, mais le séquoia de Californie ou redwood, dans toutes les configurations, est reconnu comme assurant une plus longue durée de vie que tout autre bois utilisé dans ce but. Les cerclages servent à préserver la forme du tuyau, empêchent son affaissement consécutif à des pressions soudainement réduites, ou du fait du poids du matériau de remblayage, et empêchent le tuyau de fuir et d'éclater lorsqu'il est sous pression. Lorsque les bandes sont en tension, l'ensemble  produit une poutre creuse et rigide de grande résistance (et qui, en ce qui concerne la rigidité contre l’aplatissement, n’est égalée que par le tuyau en fonte). Les contraintes possibles sur une douves de canalisation sont de nature complexe, dépendant de la pression de l'eau, de la contrainte initiale, du pouvoir gonflant du bois, de la charge exercée par le surplombant, des coups de bélier, etc..
Lorsque le bois sain est maintenu complètement humide, il ne pourrit pas. Le bois, lorsqu'il est fréquemment en contact intermittent avec l'eau, produit une pourriture rapide, mais cela ne constitue pas une preuve qu'il en est ainsi quand il est continuellement submergé. Des centaines de structures en pierre importantes dépendent pour leur stabilité et leur soutien de pieux en bois; et quand on a pris la précaution de n'utiliser que du bon matériel et de le maintenir en dessous du plus faible niveau d'eau, il n'y a pas de dégradation. Ces structures ont résisté à l'épreuve du temps, certaines depuis des siècles, et là où des parties ont été enlevées ou de vieilles piles enlevées, elles se sont avérées saines. Les conduites d’eau en bois de petit diamètre ont été largement utilisées en Angleterre et dans certaines villes américaines de l’Est. Après des années de service continu, elles ont été retrouvées aussi saines et propres que le jour où elles ont été creusées. La condition essentielle pour assurer une durée de vie indéfinie aux douves en bois est qu'elles doivent être constamment saturées. Le meilleur moyen d’y parvenir consiste à enfouir le tuyau dans le sol, car il empêchera toute évaporation de la surface du tuyau. S'il est enterré, il est nécessaire que le tuyau soit plein à des intervalles suffisamment longs pour causer et maintenir une saturation complète du bois. Une fois que les douves sont complètement imbibées, elles le resteront pendant un temps indéterminé si le tuyau est enterré et qu'il n’y a pas de ventilation à travers le tuyau.
Différents pipelines tout en bois ont été établis aux  États-Unis, début XXe siècle:
- Le pipeline de 14 pieds (4,3 m) de diamètre de la Montana Power Company (en), près de Great Falls, dans le Montana, l’une des deux plus grandes lignes de stave (douves) continues dans l'ouest des États-Unis, vers 1918.
- Le conduit d'Ogden Canyon est un tuyau en bois de 75 pouces construit par le Bureau of Reclamation avec des fonds provenant de la National Industrial Recovery Act. Le conduit d'Ogden Canyon est l'un des rares exemples restants de la technologie des conduits de bois utilisée jadis dans l'Utah.
- Il y a eu trois pipelines à partir du barrage Victoria sur la rivière Ontonagon, Rockland, Michigan. Le pipeline original en séquoia de 1930 a été remplacé en 1959 par un pipeline en douglas. Un tronçon du pipeline en douglas a été classé et est exposé au barrage. Pendant plus de 40 ans, les eaux des bras sud et ouest de la rivière Ontonagon ont traversé ce cylindre de bois en direction du lac Supérieur. En 2001, un pipeline en acier soudé en spirale a été construit pour remplacer la structure en bois, qui avait atteint la fin de son cycle de vie[12].

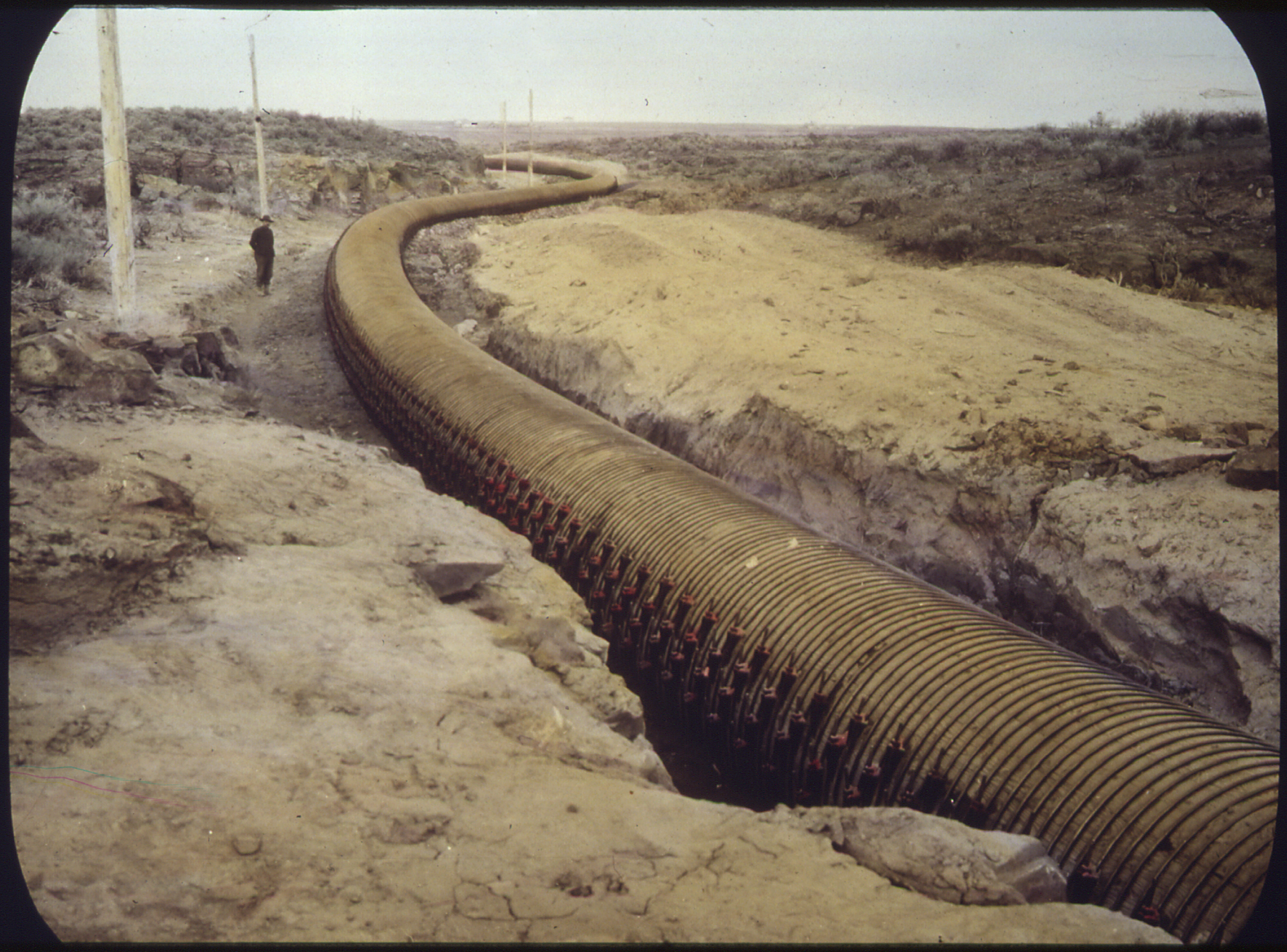
Yakima Project - Pipeline en bois
Tuyau en bois sur berceau en bois à l’est du tunnel no. 7 - Conduit de Ogden Canyon, Ogden, comté de Weber, Utah
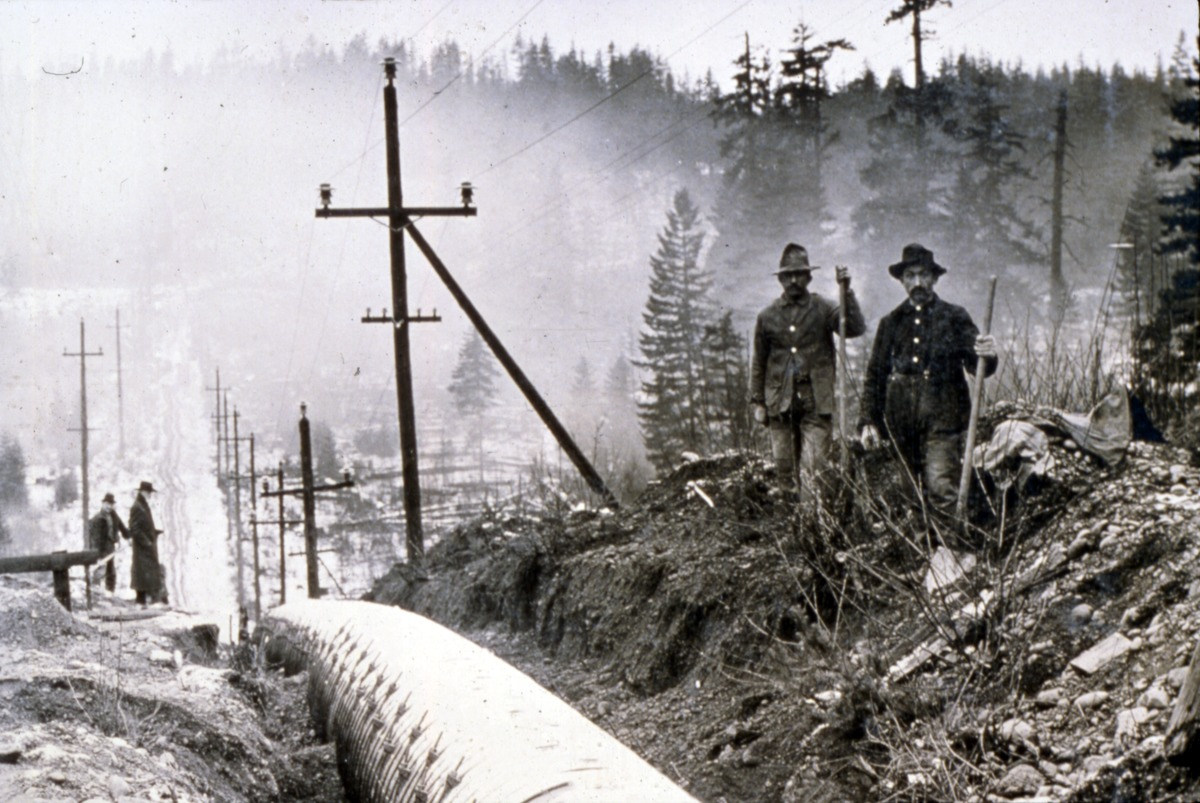
Pipeline en bois de la rivière Cedar entre Minnesota ou en Iowa pour une application hydroélectrique.
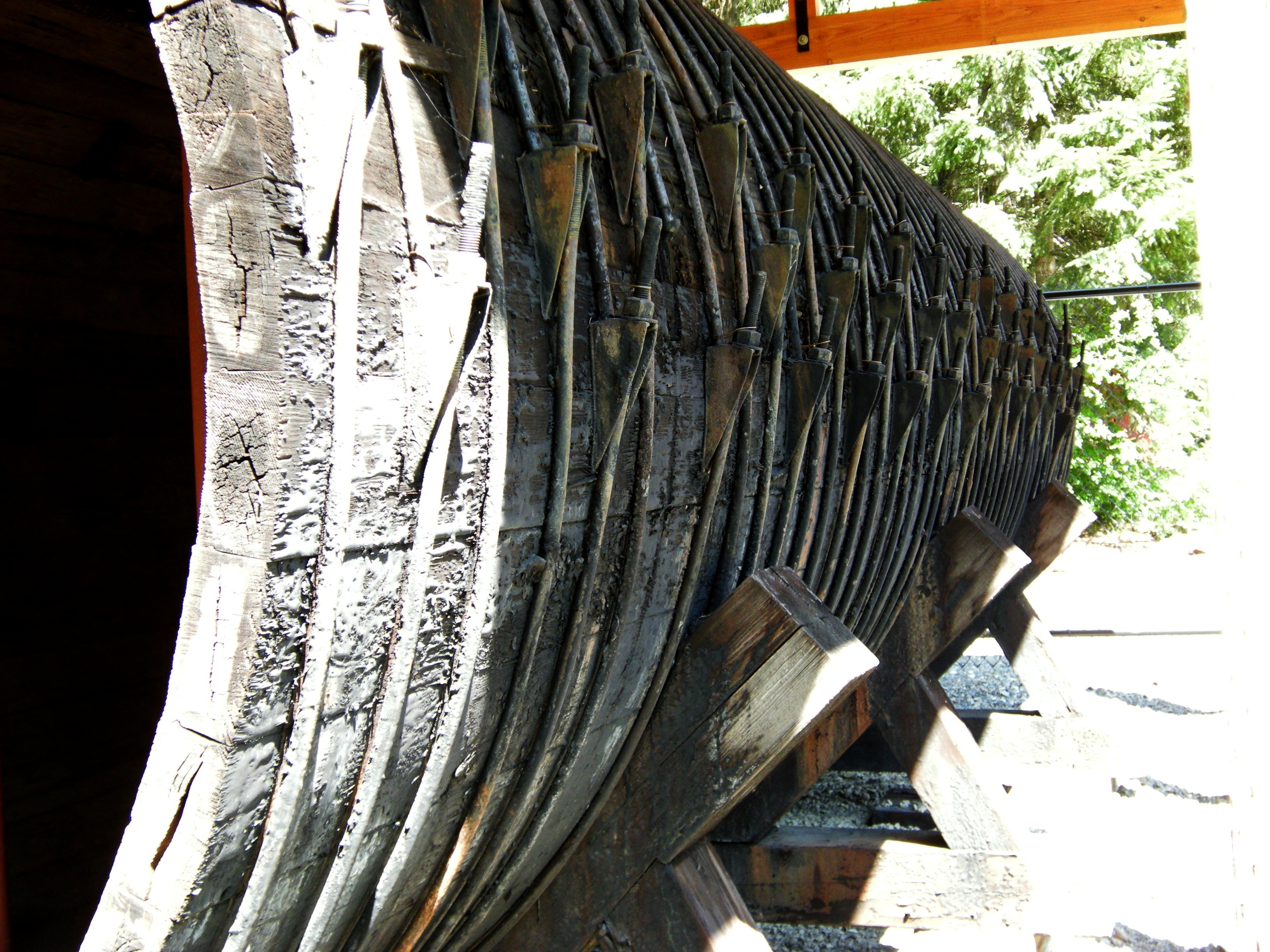
Pipeline en bois de la rivière Cedar.
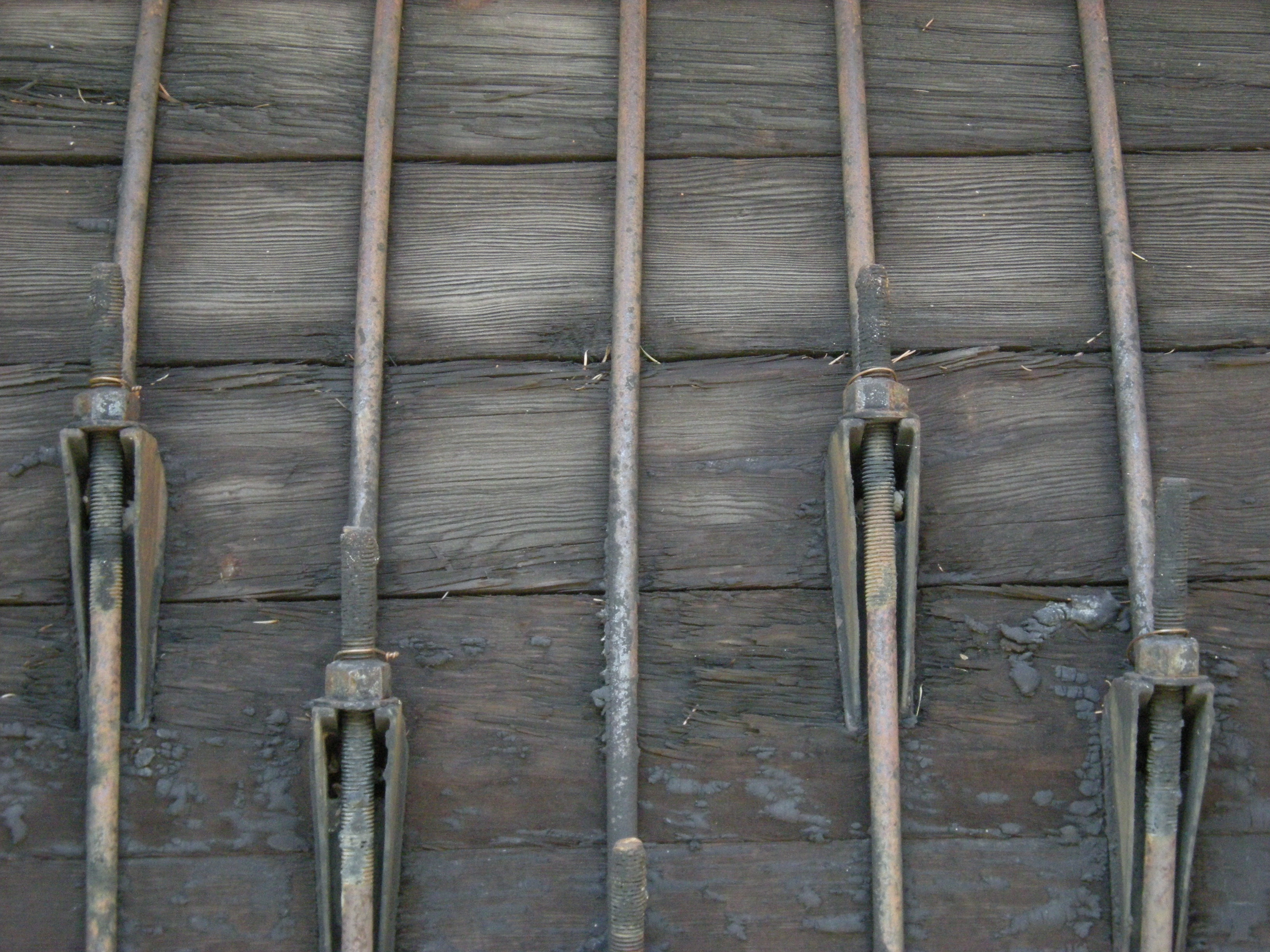
Détail de pipeline en bois de la rivière Cedar.
Barrage Victoria, Rockland Township
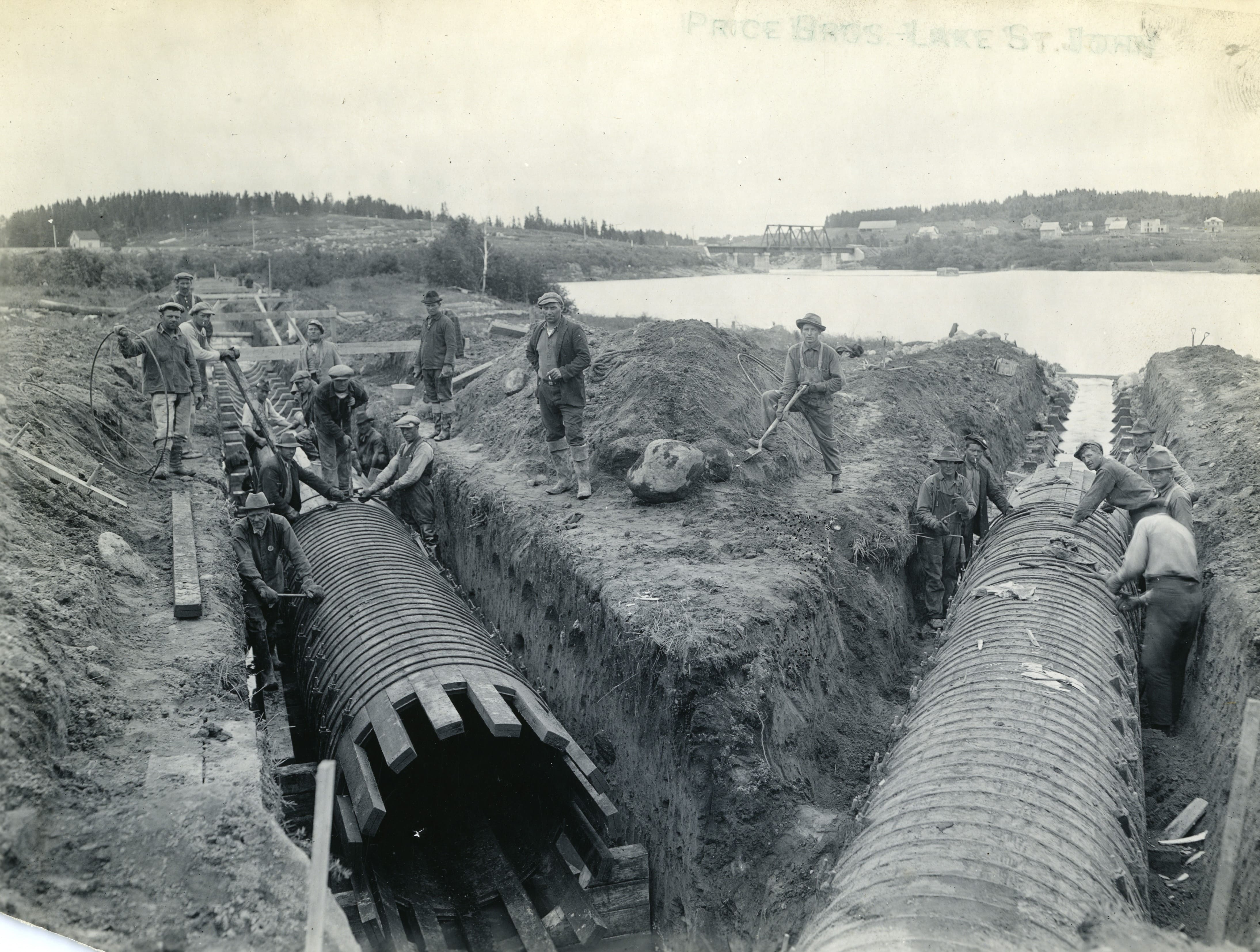
Construction d'un réseau d'égout à la Price Brothers and Company à Riverbend, Alma, au Québec

## Revêtement en bois (Wood lagging)

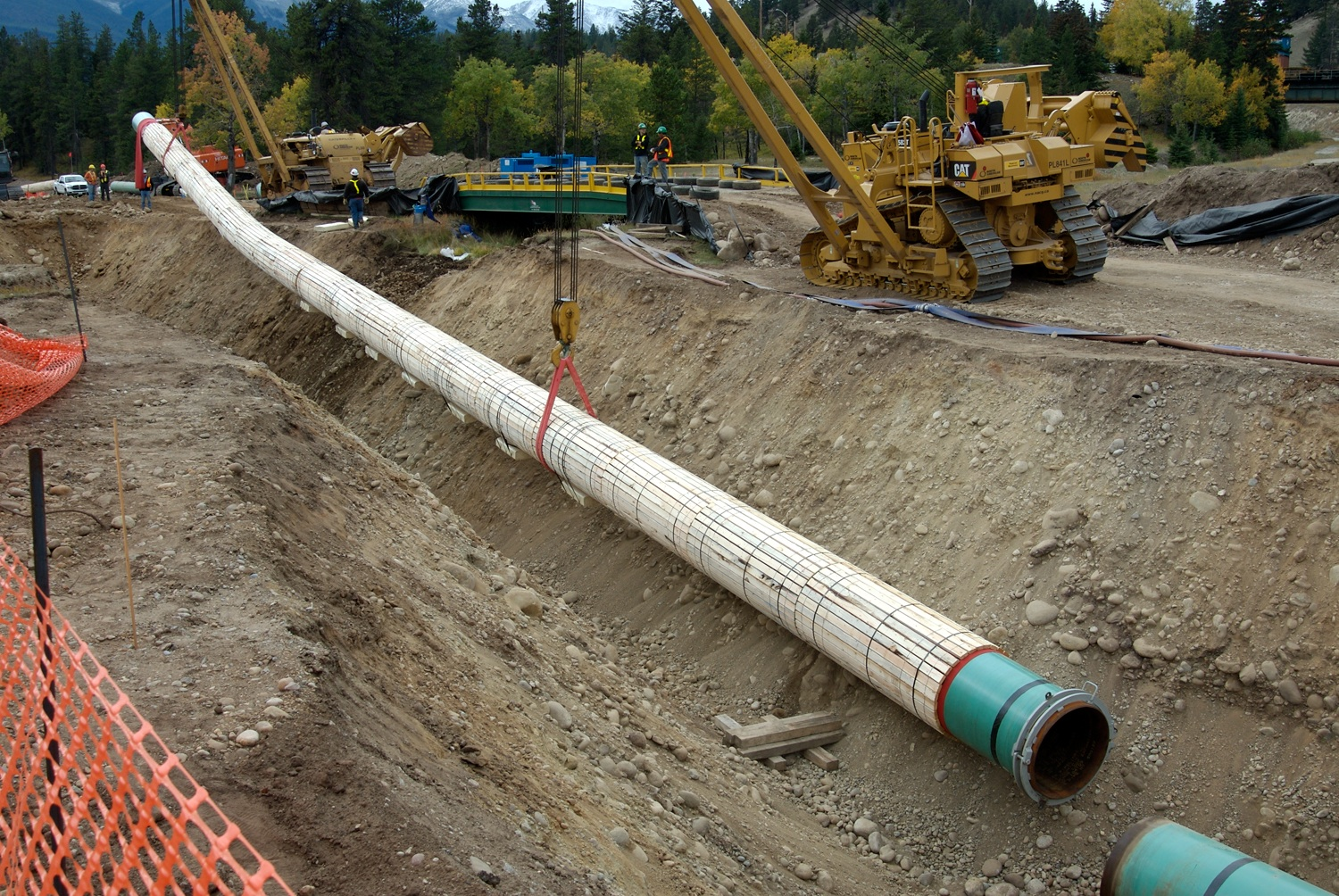
Pipeline avec Wood Lagging.

Le « revêtement en bois » (Wood lagging (en)) est une sorte de lattage en bois autour des canalisations, établi pour les protéger des impacts, de l'abrasion et de la corrosion. Le revêtement en bois agit comme une gaine, protégeant le pipeline des accidents, particulièrement utile sur terrains rocheux, pentes raides, autour des rivières ou zones marécageuses, et autres terrains accidentés. Le bois de calfeutrage a été utilisé sur des pipelines notables tels que le Trans-Mountain Pipeline, qui traverse les Rocheuses canadiennes depuis 1953, et le Kinder Morgan TMX Anchor Loop. Ce dernier, construit en 2007, utilisait du bois de scellement dans les terrains et les traversées de rivières écologiquement sensibles du Parc national de Jasper en Alberta.

## Canalisation de la saumure

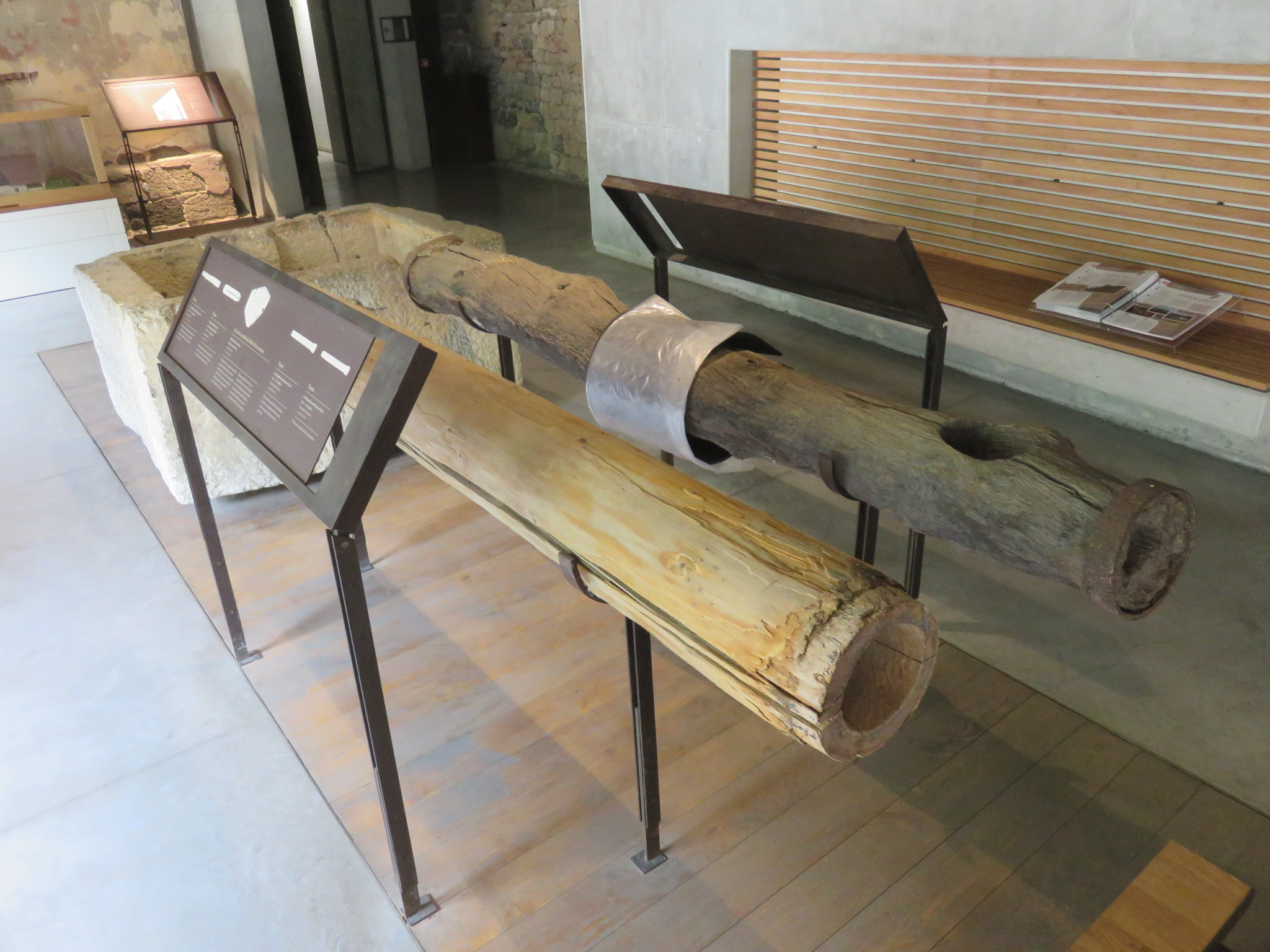
Exemple de conduite de saumure à Salins-les-Bains. Le saumoduc est fait d'éléments cylindriques en troncs de sapin dont le centre est évidé.

- En 1617-1619 une conduite de bois de 31 km de long amène la saumure de Traunstein à Bad Reichenhall.
- Le saumoduc de Salins-les-Bains à Arc-et-Senans était formé d'une double conduite, formée par des troncs de sapins taillés en forme de crayons pour s'emboîter facilement, une conduite acheminant la saumure à la grande saline, et la seconde, à la petite saline. Du fait de la forte déperdition sur le parcours, les canalisations en sapin furent remplacées par des canalisations en fonte à partir de 1788.